# Volvo LV180
Volvo LV180, eller Långnosen, är en lastbil, tillverkad av den svenska biltillverkaren Volvo mellan 1937 och 1951.

## Volvo LV180/190
”Långnosen” presenterades i början av 1937. Bilen delade frontparti med den mindre LV90-serien och LV180/190-serien hade även samma motor som den mindre lastbilen. Övriga komponenter var dock kraftigare för att bära större laster.
Produktionen upphörde 1943 och LV180/190-serien ersattes av större varianter av Rundnosen.

## Volvo LV290
När konkurrenten Tidaholm lade ner sin tillverkning 1933 kom chefen för motorutvecklingen Gotthard Österberg till Volvo. Med sig hade han även planerna till en stor toppventilmotor, betydligt större än Volvos egen FC-motor. Österbergs motor kom till användning i Volvos dittills största lastbil, LV290-serien.  I boggiutförande kom totalvikten upp i 13 ton. För att motorn skulle få plats fick LV290-serien en längre motorhuv än LV180/190-serien. Under andra världskriget utrustades många av bilarna med gengasaggregat.
Från 1947 kunde LV290-serien levereras med förkammardieseln VDB. På dessa bilar hade motorhuven förlängts ytterligare för att rymma den stora motorn. Ett fåtal bilar hann utrustas med den större VDF-motorn med direktinsprutning, innan Titan-modellen kom 1951.

## Motorer
| Modell    | Årsmodell | Motor                   | Cylindervolym | Effekt | Bränslesystem   |
| --------- | --------- | ----------------------- | ------------- | ------ | --------------- |
| LV180-193 | 1937-43   | FC: 6-cyl radmotor ohv  | 4394 cm³      | 90 hk  | Enkel förgasare |
| LV180-193 | 1937-43   | FCH: 6-cyl radmotor ohv | 4394 cm³      | 90 hk  | Hesselmanmotor  |
| LV290-293 | 1937      | FA: 6-cyl radmotor ohv  | 6724 cm³      | 120 hk | Enkel förgasare |
| LV290-293 | 1937      | FAH: 6-cyl radmotor ohv | 6724 cm³      | 120 hk | Hesselmanmotor  |
| LV290-293 | 1938-51   | FB: 6-cyl radmotor ohv  | 7565 cm³      | 140 hk | Enkel förgasare |
| LV290-293 | 1938-46   | FBH: 6-cyl radmotor ohv | 7565 cm³      | 140 hk | Hesselmanmotor  |
| LV290-293 | 1947-51   | VDB: 6-cyl radmotor ohv | 8740 cm³      | 130 hk | Dieselmotor     |
| LV290-293 | 1951      | VDF: 6-cyl radmotor ohv | 9602 cm³      | 150 hk | Dieselmotor     |